# Circondario di Osterode am Harz
Il circondario di Osterode am Harz (targa OHA) era un circondario (Landkreis) della Bassa Sassonia, in Germania. Dal 1º novembre 2016 è stato incorporato nel circondario di Gottinga.

Comprendeva 5 città, 11 comuni e 1 territorio extracomunale.

Capoluogo e centro maggiore era Osterode am Harz.

## Geografia antropica

### Città
- Bad Grund (Harz)
- Bad Lauterberg im Harz
- Bad Sachsa
- Herzberg am Harz
- Osterode am Harz (comune indipendente)

### Comunità amministrative (Samtgemeinde)
- Samtgemeinde Hattorf am Harz, con i comuni:
  - Elbingerode
  - Hattorf am Harz
  - Hörden am Harz
  - Wulften am Harz
- Samtgemeinde Walkenried, con i comuni:
  - Walkenried
  - Wieda
  - Zorge

### Territorio extracomunale (Gemeindefreies Gebiet)
- Harz